# Fortuna (album)
Fortuna – szósty album studyjny włoskiej piosenkarki Emmy Marrone, wydany 25 października 2019 nakładem wytwórni płytowych Universal Music oraz Polydor Records. Album składa się z czternastu włoskojęzycznych kompozycji, a wyprodukowali go Dardust, Luca Mattioni, Elisa Toffoli, Frenetik&Orang3.
Album promowały single „Io sono bella”, „Stupida allegria”, „Luci blu” oraz „Latina”.

## Lista utworów
Opracowano na podstawie materiału źródłowego.
1. „Fortuna” (sł. Emma Marrone, muz. Dario Faini, Vanni Casagrande) – 2:59
2. „Io sono bella” (sł. Vasco Rossi, muz. Gaetano Curreri, Gerardo Pulli, Piero Romitelli) – 3:04
3. „Stupida allegria” (sł. Dario Faini, Federico Bertollini, Giovanni De Cataldo, muz. Dario Faini, Federico Bertollini, Giovanni De Cataldo) – 3:18
4. „Luci blu” (sł. Simone Cremonini, muz. Simone Cremonini, Davide Simonetta) – 3:12
5. „Quando l’amore finisce” (sł. Maurizio Carucci, muz. Dario Faini, Maurizio Carucci) – 3:34
6. „Alibi” (sł. Emma Marrone, muz. Dario Faini, Vanni Casagrande) – 3:42
7. „Mascara” (sł. Elisa Toffoli, Davide Petrella, muz. Elisa Toffoli) – 3:34
8. „I grandi progetti” (sł. Dario Faini, Diego Mancino, muz. Dario Faini, Diego Mancino) – 3:29
9. „Manifesto” (sł. Giulia Anania, Marta Venturini, muz. Giulia Anania, Marta Venturini) – 3:41
10. „Succede che” (sł. Alex Andrea Germanò, muz. Francesco Catitti) – 3:39
11. „Dimmelo veramente” (sł. Emma Marrone, Antonio Di Martino, Gianclaudia Franchini, muz. Daniele Dezi, Daniele Mungai, Antonio Di Martino, Ginaclaudia Franchini) – 3:17
12. „Corri” (sł. Daniele Magro, muz. Daniele Magro) – 3:43
13. „Basti solo tu” (sł. Erica Mineo, muz. Antonio Maggio) – 3:10
14. „A mano disarmata” (sł. Giovanni Caccamo, Lorenzo Vizzini, muz. Giovanni Caccamo, Lorenzo Vizzini, Placido Salamone) – 4:36

Dodatkowe utwory w reedycji z 2020
1. „Stupida allegria” (feat. Izi) (sł. Dario Faini, Federico Bertollini, Giovanni De Cataldo, muz. Dario Faini, Federico Bertollini, Giovanni De Cataldo) – 3:30
2. „Latina” (sł. Davide Petrella, muz. Dario Faini, Edoardo D’Erme) – 3:23